# Чемпіонат Європи з боксу 1951
ІX чемпіона́т Євро́пи з бо́ксу проходив у Мілані (Італія) з 14 по 19 травня 1951 року. У змаганнях, організованих Європейською асоціацією любительського боксу (ЄАЛБ, англ. EABA), взяли участь 132 спортсмени з 20 країн.

## Особистий залік
| Вагова категорія                            | Золото                    | Срібло                         | Бронза                                             |
| ------------------------------------------- | ------------------------- | ------------------------------ | -------------------------------------------------- |
| Найлегша вага (— 51 кілограмів)             | Арістіде Поццалі Італія   | Гендрік ван дер Зеє Нідерланди | Пенті Хемелайнен Фінляндія Антуан Мартен Франція   |
| Легша вага (— 54 кілограмів)                | Вінченцо Далл'Оссо Італія | Джон Келлі Ірландія            | Янош Ердеї Угорщина Герман Мазуркевич Австрія      |
| Напівлегка (— 57 кілограмів)                | Жозеф Вентажа Франція     | Коста Лекович Югославія        | Іштван Кішфальві Угорщина Оке Вернстрьом Фінляндія |
| Легка вага (— 60 кілограмів)                | Бруно Візінтін Італія     | Іштван Югаш Угорщина           | Девід О'Коннелі Ірландія Мілівой Булат Югославія   |
| Перша напівсередня вага (— 63,5 кілограмів) | Герберт Шіллінг ФРН       | Марселло Падовані Італія       | Петер Мюллер Швейцарія Теренс Мілліган Ірландія    |
| Напівсередня вага (— 67 кілограмів)         | Зигмунт Хихла Польща      | Ганс Колеггер Австрія          | Герт Строле Швеція Жак Дюженьє Франція             |
| Перша середня вага (— 71 кілограмів)        | Ласло Папп Угорщина       | Єнс Андерсен Данія             | Альфред Паліньскі Польща Альфред Лей Англія        |
| Середня вага (— 75 кілограмів)              | Стіг Сйолін Швеція        | Гюнтер Сладкі ФРН              | Ганс Нідергаусер Швейцарія Жан Лалуніс Франція     |
| Напівважка вага (— 81 кілограмів)           | Марсель Лімаж Бельгія     | Бйорн Лінгос Норвегія          | Джанбаттіста Альфонсетті Італія Рольф Сторм Швеція |
| Важка вага (понад 81 кілограм)              | Джакомо ді Сеньї Італія   | Едгар Ґоргас ФРН               | Йон Дейкман Нідерланди Жозе Пейре Бельгія          |

## Командний залік
| Місце | Держава    |    |    |    | Разом |
| ----- | ---------- | -- | -- | -- | ----- |
| 1     | Італія     | 4  | 1  | 1  | 6     |
| 2     | ФРН        | 1  | 2  | 0  | 3     |
| 3     | Угорщина   | 1  | 1  | 2  | 4     |
| 4     | Франція    | 1  | 0  | 3  | 4     |
| 4     | Швеція     | 1  | 0  | 3  | 4     |
| 6     | Бельгія    | 1  | 0  | 1  | 2     |
| 6     | Польща     | 1  | 0  | 1  | 2     |
| 8     | Ірландія   | 0  | 1  | 2  | 3     |
| 9     | Австрія    | 0  | 1  | 1  | 2     |
| 9     | Нідерланди | 0  | 1  | 1  | 2     |
| 9     | СФРЮ       | 0  | 1  | 1  | 2     |
| 12    | Данія      | 0  | 1  | 0  | 1     |
| 12    | Норвегія   | 0  | 1  | 0  | 1     |
| 14    | Швейцарія  | 0  | 0  | 2  | 2     |
| 15    | Англія     | 0  | 0  | 1  | 1     |
| 15    | Фінляндія  | 0  | 0  | 1  | 1     |
| Разом | 16 держав  | 10 | 10 | 20 | 40    |